# Guido Toffoletti
Guido Toffoletti (Venezia, 20 giugno 1951 – Cavarzere, 22 agosto 1999) è stato un musicista italiano.
Uno dei più importanti e longevi esponenti della musica blues in Italia, con la sua Blues Society ha contribuito in maniera determinante a diffondere la Musica del Diavolo.

## Biografia
Nasce a Venezia, ma subito si dimostra insofferente alla vita normale. Vive i primi anni scolastici in un collegio a Asolo, ma poi marina la scuola per poter andare a suonare in un complessino beat. La sua passione per la musica esplode in giovanissima età e in particolare per il re del Rock & roll, Elvis Presley, del quale diventa accanito collezionista.
Ragazzino quattordicenne scappa di casa e va a lavorare come roadie per i vari gruppi beat del periodo. Pur di stare in mezzo alla musica, si adatta a trasportare gli strumenti ai musicisti, particolarmente ai Renegades. Con una prima rudimentale chitarra apprende le prime note del blues. Ma in Italia non c'è spazio per questo genere di musica.
Decide allora di tentare la fortuna e si reca a Londra, con pochi soldi e senza una meta. Lavora nei locali, adattandosi a tutti i lavori, pur di stare vicino alla musica. Lui stesso raccontava di aver sposato per procura una ballerina, pur di rimanere a Londra.
Una notte incontra per strada Alexis Korner, il padre del British Blues. Alexis gli fa da maestro e mecenate,  ma è soprattutto un grande amico fraterno che lo introduce nell'ambiente musicale inglese presentandolo come "il veneziano che ne sa di noi più di noi stessi".
Guido fa esplodere la sua passione per il blues e nel 1976 ritorna in Italia, fonda il suo gruppo, la 'Blues Society' ed esce il suo primo prodotto discografico Born in London - january 1976 per una piccola etichetta e a tiratura limitata.
Nella sua discografia, Guido inizia proponendo versioni personali dei classici del Blues, brani di Muddy Waters (“I Can't Be Satisfied") o di Willie Dixon o Jimmy Reed, ma poi le composizioni diventano per la maggior parte a nome suo.

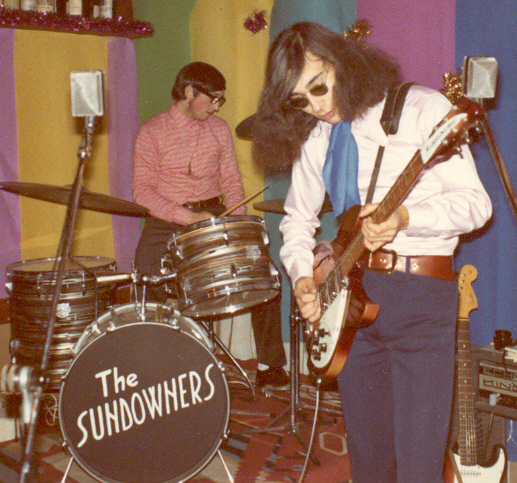
Toffoletti all'Hotel Colombo di Marghera con Franco Oliveri alla batteria, 1970.

Lui suona la chitarra  e a volte l'armonica a bocca, ma non soverchia gli altri membri della band, dove ognuno ha il proprio spazio e partecipa alla costruzione musicale. Preferisce lasciare agli altri le parti vocali, ma poi canta anche lui, con la sua voce non certo nera, ma particolare.
La 'Blues Society' si fa conoscere suonando in giro per l'Italia nei club, festival ma anche all'estero (Svizzera, Germania, Cecoslovacchia), fa l'apertura del concerto di Jorma Kaukonen al palasport di Pisa il 17 Novembre 1980, partecipa a due edizioni del Pistoia Blues Festival (1980 e 1983).
Partecipa come spalla a vari concerti di musicisti blues, da quello di B.B. King del luglio 1979 al Vigorelli di Milano a quelli di John Mayall, Paul Jones (1980) e di Alexis Korner. Nel 1981 collabora con il pianista Italo Salizzato (ps. Arbik) e compone una raccolta di undici brani strumentali, editi dalle Edizioni Musicali Edera, intitolata: "L'Anina è il Blues". Nel marzo 1987 la rivista Il Mucchio Selvaggio gli dedica la copertina e un ampio articolo (unico caso italiano). Ci sono state anche alcune apparizioni televisive, tra le quali 'International DOC Club' e 'Quelli della Notte', 'Be bop a lula' e 'Uno mattina'. La rivista statunitense 'Living Blues', in un sondaggio del 1986, lo classifica al settimo posto tra gli artisti blues non americani. Nell'aprile 1995 Guido e la sua Blues Society ha inoltre partecipato, unico italiano, all' 'Alexis Korner Memorial Concert' insieme ai più grandi nomi del blues inglese. Diventa amico di Mick Taylor e di Keith Richards dei Rolling Stones, ospite negli studi parigini dove loro stavano registrando il disco Steel Wheels e di James Cotton. Nei suoi dischi suonano, tra gli altri, lo stesso James Cotton, Louisiana Red, Mick Taylor e Ian Stewart, Tolo Marton (chitarrista, ex Le Orme), Herbie Goins (ex voce della band di Alexis Korner) e Paul Jones (ex Manfred Mann), Zoot Money (ex Animals), Jorma Kaukonen e Dick Heckstall-Smith (ex Colosseum). Manca solo una testimonianza sonora di incisioni con Alexis Korner : era tutto pronto perché Guido e Alexis suonassero insieme, dopo alcune esperienze dal vivo, ma la morte di quest'ultimo fece naufragare il progetto. Il disco fu realizzato comunque e la parte di Alexis Korner fu invece suonata da Ian Stewart, il pianista dei Rolling Stones. Diventa amico fraterno di Patty Pravo, Bobby Solo, Little Tony, Jerry Mantron e Stefano Zabeo, condividendo la passione per il rock and roll e la musica nera. E questa sua passione lo porta a collezionare qualsiasi cimelio dei suoi idoli: aveva una discografia immensa di Beatles, Elvis Presley e del blues in genere. Ma anche una Rolls Royce bianca dell'attore William Holden, uguale a quella appartenuta ad Elvis Presley e una Cadillac originale. Aveva una vasta collezione di chitarre elettriche, alcune costruite su misura e su suo disegno, come quella a forma di Stati Uniti d'America e con i colori della bandiera americana. I suoi CD degli anni '90 vengono incisi su etichetta Vita Viva, quella iniziata da Alexis Korner e poi dai figli di Alexis con Guido.

### Morte
Era domenica 22 agosto del 1999, alle quattro e un quarto del mattino. Guido morì a 48 anni, su una strada secondaria del Polesine, vicino a Bruso, una frazione di Cavarzere. Lui, veneziano, pedalava su una vecchia bici senza fanali. Un automobilista che non lo aveva visto lo investì in pieno. Guido aveva passato la serata in un locale della zona in compagnia e stava rientrando all'appartamento di amici per riposarsi.
La sua tomba è nel cimitero dell'isola di San Michele a Venezia.
A dieci anni dalla sua morte, si è svolto il 10 settembre 2009, a Mira, un maxi concerto, un Memorial Guido Toffoletti con ospiti alcuni componenti della Blues Society (Stefano Zabeo, Gilberto Giusto e Max Iannantuono) e il vecchio amico Bobby Solo.

## Discografia
- "Born in London January '76" 1976 LP Sonobeat a tiratura limitata
- "Shout Your Name and Call it" 1977 45 giri Sonobeat
- "Straight Ahead" 1978 EP Sonobeat con Tolo Marton - Fabio Treves
- "Midnight guitar talks ..." 1979 LP Red Record primo LP italiano - con Tolo Marton; Fabio Treves; Herbie Goins
- "Blues Society with Herbie Goins" 1980 LP Large World con Herbie Goins; Tolo Marton; note di Alexis Korner
- "My Baby / Lookin' for good time" 1980 45 giri Sonobeat
- "Birthday Album" 1981 2 LP Young Records con Paul Jones, Jorma Kaukonen, Kim Brown, Herbie Goins, Fabio Treves, Tolo Marton
- "Little by Little... Bit by Bit" 1982 LP Young Records - con Paul Mills; Mel Collins; Paul Jones
- "No Compromise" 1985 LP Appaloosa con Sappho Korner; Zoot Money; Dick Heckstall-Smith; Ian Stewart;Mick Taylor
- "Live at City Hall Cafè" 1985 dal vivo al City Hall Cafè (Napoli) con Paul Jones
- "Ways Back" 1988 LP Appaloosa - brani inediti dal 1979 al 1987 con Mick Taylor; Paul Mills; Ian Stewart; Jorma Kaukonen;Zoot Money; Mel Collins; Paul Jones; Tolo Marton
- "Early Times" ristampa di "Midnight guitar talks ..." 1990 LP Red Record - con Tolo Marton - Fabio Treves - Herbie Goins
- "Blues Society with Herbie Goins - Keep it Simple" 1991 LP Great Dane Records
- "The Blues Box" 1992 BOX 3 LP edizione speciale in vinile trasparente a tiratura limitata
- "The Way It Was" 1993 CD Great Dane Records - antologia 1978/1992 con 3 brani inediti
- "The Blues Connection" 1996 CD Vita Viva con James Cotton; Kim Brown; Zoot Money; Dick Heckstall-Smith
- "Half & Half" 1996 CD Vita Viva - incisioni in studio e dal vivo
- "Half & Half volume 2" 1997 CD Vita Viva - incisioni in studio con Kim Simmonds e dal vivo al Subiaco Rock & Blues Festival (Subiaco - Roma) con Kim Brown
- "Half & Half volume 3" 1998 CD Vita Viva - incisioni in studio con Louisiana Red e dal vivo al Beat & Blues a Treviso, 7 settembre 1998

## Partecipazioni
- "Stefano Zabeo & TV Mama - Better late than never" 1988 LP Splas(h) Records - note di copertina di Guido Toffoletti
- "A.A.V.V. - Lakota compilation vol. 1" 1988 LP Lakota Music - Guido Toffoletti chitarrista (guest) nel brano "Bright lights, big city" dei Mr. Williamson Combo
- "Mr. Williamson Combo - Dal vivo al parco John Lennon" 1988 LP vinyl 7", Lakota Music - Guido Toffoletti chitarrista (guest)
- "The Playing Beatles: a history of The Beatles live shows 1957-1966" 1992 Box 2CD Great Dane Records a tiratura limitata - voce narrante di Guido Toffoletti
- "Kim & The Cadillacs - Memories can wait" 1996 CD Gala Records Music - Guido Toffoletti co-produttore e chitarrista nel brano "Rapid Roy (the stock car boy)"
- "B.L.U.E.S. Etcetera - News for you" 1997 CD Vita Viva - Guido Toffoletti co-produttore e chitarrista nel brano "Nobody leaves this life alive"
- "R.E.D. Compilation" 199? LP R.E.D. Productions - Guido Toffoletti autore con Stefano Zabeo del brano "Dance All Night" e "Dance All Night (remixed)"
- "The Rolling Stones - Lost & Found vol. 4" 2000 CD - Mick Taylor & The Late Guido Toffoletti con il brano "Let me hold you tight - take 1"
- "A.A.V.V. - Maxwell Street" 2003 CD Blooze People - CD dedicato a Guido Toffoletti. Simone Felici & "Ghibli" (Mr. Williamson Combo), interpretano "The road is a killer" di Guido Toffoletti. Al dobro Ivan "Ghibli" Cardelli, che esegue anche uno strumentale dal nome "Conselice" dedicato alla memoria.
- "Max Iannantuono Rock Blues Society - Set me free (ten years after)" 2010 CD Edel Italia - Guido Toffoletti appare in foto e dediche nel booklet dell'album a lui dedicato
- "Herbie Goins - Thinking of you" 2016 CD Digi Beat ltd - Guido Toffoletti co-produttore e chitarrista nei brani estratti da "Blues Society with Herbie Goins - Keep it Simple"
- "The Blues Masters: an italian tribute" 2017 CD Blues Made In Italy - Guido Toffoletti co-produttore e chitarrista nel brano "I'm ready" estratto da "Blues Society with Herbie Goins - Keep it Simple"
- "Paul Jones - The Blues" 2022 CD Umbrella Music - "Living For The Day" live a Napoli con Guido Toffoletti & The Blues Society, "Not me" scritto da Guido Toffoletti e Paul Jones, inciso dalla Blues Band

## Composizioni di Italo Salizzato e Guido Toffoletti
- 1. Friend of mine
- 2. Long heart
- 3. In your heart
- 4. Lost love
- 5. Black eyes
- 6. Rock shop
- 7. Just games
- 8. Bad times
- 9. Little train
- 10.Juke box
- 11.I'm happy

## Formazioni "Blues Society"
La Guido Toffoletti's Blues Society è sempre stata una formazione aperta, sull'esempio delle formazioni inglesi di blues dalle quali Guido Toffoletti ha preso spunto : la Blues Incorporeted di Alexis Korner e i Bluesbreakers di John Mayall. Al nucleo base (Guido più chitarra - basso - batteria) si alternavano musicisti inglesi e/o americani o ospiti italiani (vedere dettaglio nella discografia). Questa è una sintesi (sicuramente non completa) dei musicisti del nucleo centrale che si sono succeduti, prendendo le informazioni principalmente dai dischi usciti ma anche da formazioni stabili su una serie di concerti. Nei primi due album (Born in London - January '76 e Straight Ahead) la definizione era Guido Toffoletti and the Blues Society.